# Indivisible
《Indivisible》是一款由Lab Zero Games開發、505 Games發行的動作角色扮演遊戲。於2019年10月8日在PlayStation 4、Xbox One、Microsoft Windows、Linux與MacOS平台推出，2020年4月28日在Switch平台發售。本作也支援繁簡中文字幕。本作是Lab Zero Games的第二款作品，他們的首款作品是2D格鬥遊戲《骷髏少女》。

## 遊玩方式
《Indivisible》是一款融合了平台跳躍元素的動作角色扮演遊戲，在戰鬥系統方面主要受到《女神戰記》系列的啟發。平時在地圖探索時屬於橫向卷軸視角，玩家可以自由跑跳、與環境進行互動、收集物品、或擊敗各種怪物，一旦玩家主動攻擊地圖上出現的怪物時則會轉變成半即時制的戰鬥畫面。戰鬥隊伍最多可以四人同時上場，玩家只需使用單個按鈕就能操作其中一位角色進行攻擊，這表示可以同時按下四個按鈕讓四人同時攻擊，有時甚至能造成額外的連段傷害。每個角色攻擊完後須等待冷卻時間結束才能再次攻擊。當敵方進行攻擊時，玩家只要在適當時機按下防禦指令就能降低傷害。此外，還有魔法、變身、破防等諸多變化。

## 故事背景
主角Ajna是一個叛逆但又善良的少女，原本和父親一起生活在偏鄉農村，接受父親的教育和鍛鍊。然而某天邪惡勢力突然襲擊並燒毀了村落，遭逢悲劇的同時，Ajna體內也喚醒了一股神祕的力量。為了對抗邪惡勢力的威脅、並解開神秘力量的真相，Ajna踏上冒險旅途。途中她也會遇到許許多多的「化身」，在這些化身同伴的幫助下突破種種難關。所謂的「化身」是指那些可以被主角吸收之人，主角擁有一種特殊能力，將同伴吸收至內心世界，便能隨時召換出來並肩作戰。

## 開發
本作由Lab Zero Games負責開發，該工作室曾製作過2D格鬥遊戲《骷髏少女》。開發團隊表示遊戲的世界觀受到東南亞地區的傳統文化與神話傳說所啟發。如同《骷髏少女》一樣，《Indivisible》也採取了2D手繪動畫的製作方式。在配樂方面特別邀請到曾參與《聖劍傳說3》的菊田裕樹來負責譜寫新曲。此外，遊戲的開頭動畫交由日本知名動畫公司TRIGGER與美國的Titmouse共同製作。
本作最早於2015年6月2日在Anime Expo動漫展上公布開發計畫。2015年10月5日，Lab Zero Games透過Indiegogo網站展開募資，籌款目標是150萬美金。同時也提供一個原型試玩版讓玩家自由下載。假如募資成功達標，發行商505 Games就會補助額外所需的開發資金。然而初期的募資情形並不順利，在歷經約40天後募資金額僅有76萬，只達到目標的一半而已。當募資時限即將結束之時，累積金額也只達到約96萬，此時開發組又宣布募資額外延長20天。直到12月初，募資金額總算及時成功達標。
2019年8月，官方宣布遊戲發售日確定為同年10月8日。
2020年9月，遊戲開發組Lab Zero Games遭遇內部糾紛而瀕臨解散。2020年10月，發行商505 Games宣布鑑於開發組解散之情形，遊戲將永久停止後續內容更新，包含當初募資項目預定製作的額外可用角色。後續遊戲販售業務仍由505 Games負責。

## 改編電視節目
2020年6月，有媒體透露遊戲計畫改編為電視節目，但沒有指明是改編成真人版還是動畫形式。該節目未來會在美國的影音串流平台Peacock上發布，由DJ2 Entertainment與傳奇影業共同製作。

## 外部連結
- 官方网站